# Bibliothèque d'Arezzo
La bibliothèque d'Arezzo (Biblioteca Città Arezzo) est une bibliothèque publique italienne d'Arezzo en Toscane.

## Historique

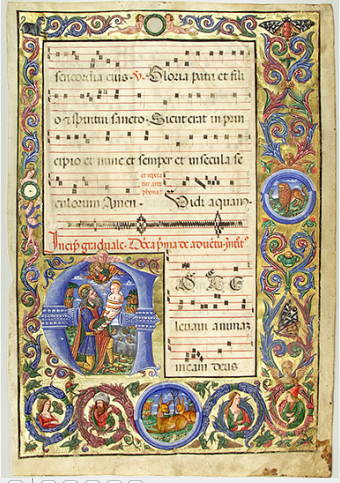
Page miniaturée d'un graduel du XVe siècle.

La bibliothèque est fondée en 1902 à partir de la collection de la Fraternité des laïques (Fraternita dei laici) donnée par le philosophe arétin Girolamo Turini à cette fraternité, réunissant 2 850 volumes et quinze manuscrits.
La collection est complétée aux siècles suivants par des fonds provenant de la suppression de couvents et de monastères au tournant du XVIIIe et du  XIXe siècle. D'autres fonds proviennent de collections privées, telle que la collection Redi (1830), la collection Sforzi (1874), Fossombroni (1880), Fineschi (1910), Gamurrini (1920), Burali-Forti (1948), etc. Un consortium est formé en 1952 pour la gestion de la bibliothèque réunissant la province d'Arezzo, l'administration municipale, la fraternité des laïques et l'académie Pétrarque des arts, lettres et sciences. La fraternité laisse à disposition de la bibliothèque la majeure partie de ses fonds. Les administrations de la municipalité et de la province se chargent des aspects financiers et des nouvelles acquisitions. Le consortium est dissous en 1992 et laisse la place à une institution.
La bibliothèque conserve actuellement environ 170 000 volumes d'œuvres modernes et 95 656 items antiques dont des manuscrits, incunables, gravures, éditions rares et périodiques anciens. Elle est installée dans le palais prétorien (Palazzo Pretorio) édifice historique du centre-ville.

## Source
- (pt) Cet article est partiellement ou en totalité issu de l’article de Wikipédia en portugais intitulé « Biblioteca Cidade de Arezzo » (voir la liste des auteurs).